# Катафалк (фільм)
«Катафалк» — радянський художній фільм Валерія Тодоровського, знятий в 1990 році за мотивами оповідання письменниці Фланнері О'Коннор «Бережи чуже життя — врятуєш своє». Картина, яка розглядалася кінокритиками як учнівська вправа молодого режисера, отримала ряд призів і нагород, у тому числі Гран-прі на Міжнародному кінофестивалі в Мангеймі.

## Сюжет
У старій садибі живуть немолода жінка Євгенія Андріївна (Вія Артмане) і її дивна дочка Маша (Ірина Розанова). Одного разу Маша повідомляє матері, що в будинку з'явився якийсь волоцюга (Андрій Ільїн). Спроби виставити незнайомця з двору успіхом не увінчалися, і Євгенія Андріївна вирішує найняти його на роботу. Грошей Саші не обіцяють — він погоджується ремонтувати веранду, вставляти скло і приводити до ладу занедбане господарство в обмін на нічліг і їжу.
Незабаром молодий працівник виявляє, що в будинку є по-справжньому цінна річ — автомобіль «ЗІМ», що стоїть в сараї. Бажання повернути стару машину до життя стає для Олександра нав'язливою ідеєю. Придивившись до молодої людини, Євгенія Андріївна, яку понад усе на світі турбує доля нездорової дочки, пропонує Саші угоду: він одружується на Маші і отримує раритетне авто в особисту власність. Після довгих коливань і суперечок, які часом переходять в бійки, Олександр погоджується.
У ЗАГС одягнена в білу сукню Маша і Саша відправляються на «ЗІМі». Після реєстрації вони йдуть в вуличне кафе: дівчина давно мріяла про морозиво. Стомлена зборами і новими враженнями, вона засинає прямо за столиком. Олександр, залишивши молоду дружину в забігайлівці, нервово крокує уздовж машини. Нарешті, він приймає рішення, вмощується за кермо і їде.
Допоки триває процедура одруження в місті, мати Маші Євгенія Андріївна вдома вкладається на постіль і помирає.
Маша, прокинувшись, не пам'ятає ні імені свого нареченого, ні подій, що передували її появі в кафе. Своєї адреси вона не знає, і з цієї хвилини її життя починається з чистого аркуша.

## У ролях
- Вія Артмане — Євгенія Андріївна, мати Маші
- Андрій Ільїн — Олександр, працівник в будинку
- Ірина Розанова — Маша, дочка Євгенії Андріївни
- Аліка Смєхова — буфетниця
- Маріанна Кузнецова — сусідка

## Знімальна група
- Режисер — Валерій Тодоровський
- Сценарій —  Марина Шептунова
- Оператор —  Ілля Дьомін
- Композитор — В'ячеслав Назаров
- Художник — Фелікс Ростоцький
- Продюсер — Марк Рудінштейн